# Les Hommes ! De quoi parlent-ils ?
Pour plus de détails, voir Fiche technique et Distribution.
Les Hommes ! De quoi parlent-ils ? (Una pistola en cada mano en version originale) est une comédie dramatique espagnole réalisée par Cesc Gay, sortie en 2012.

## Fiche technique
- Titre : Les Hommes ! De quoi parlent-ils ?
- Titre original : Una pistola en cada mano
- Réalisation : Cesc Gay
- Scénario : Tomás Aragay et Cesc Gay
- Photographie : Andreu Rebes
- Montage : Frank Gutierrez
- Musique : Jordi Prats
- Producteur : Marta Esteban
- Production : Messidor Films, Audiovisual Aval SGR, Canal+ Espagne et Catalan Film and Television
- Distribution : Zylo
- Pays de production :  Espagne
- Genre : Comédie dramatique
- Durée : 95 minutes
- Dates de sortie :
  - Espagne : 5 décembre 2012
  - France : 9 juillet 2014

## Distribution
- Ricardo Darín : G.
- Javier Cámara : S.
- Luis Tosar : L.
- Eduardo Noriega : P.
- Jordi Mollà : M.
- Eduard Fernández : E.
- Alberto San Juan : A.
- Leonardo Sbaraglia : J.
- Clara Segura : Elena
- Leonor Watling : Maria
- Candela Peña : Mamen
- Cayetana Guillén Cuervo : Sara
- Ernesto Villegas : Juan
- Mar Ulldemolins : un rédacteur
- Silvia Abril : une rédactrice
- Anna Ycobalzeta : Mädchen
- Simo Vilallonga : Niño
- Miriam Tortosa : la femme dans l’ascenseur
- Oriol Freixenet : l'homme dans l'ascenseur